# Dècada del 1380 aC

## Esdeveniments
- Vers 1390/1380 aC Arnuwandas I lluita contra els kashkes que s'havien apoderat o estaven saquejant Nerik, Hursama (Huršama), Kastama (Kaštama), Serisa (Šeriša), Himuwa, Taggasta (Taggašta), Kammama, Zalpuwa, Kapiruha, Hurna, Dankusna (Dankušna), Tapasawa (Tapašawa), Tarukka, Ilaluha, Zihhana, Sipidduwa (Šipidduwa), Washaya (Wašhaya) i Patalliya. Nerik, una de les més afectades, va romandre en mans dels kashkes fins al regnat de Mursilis III.
- Vers 1380 aC, mort el rei Aixurbelnixeixu d'Assíria i el succeeix Eriba-Adad I (1380–1353 aC).
- Vers 1390-1380 aC la gent del país d'Azzi envaeixen la Capadòcia oriental i foren combatuts pel rei hitita Tudhalias II (vers 1410/1400-1390/1380 aC). Derrotats, el seu territori fou cedit (retornat) al regne (pre-armeni) de Khayasa, vassall hitita.
- Vers 1390/1380 aC, mort Tuthmosis IV d'Egipte i puja al tron el seu fill Amenofis III que es casa amb dues princeses hurrites (mitànnies) de noms Gilikhepa i Radukhepa, així com amb una altra princesa d'origen incert de nom Tig o Tiya.

## Personatges destacats
- Arnuwandas I, rei hitita
- Tuthmosis IV d'Egipte